# Kristin Carpenter
Kristin Nicole Carpenter (Richmond, 1º maggio 1991) è una pallavolista statunitense.
Gioca nel ruolo di palleggiatrice nel Markopoulo.

## Carriera
La carriera di Kristin Carpenter inizia a livello scolastico, con la formazione della Hanover High School. In seguito gioca a livello universitario nella NCAA Division I dal 2009 al 2012 con la Pennsylvania State University, vincendo nei primi due anni il titolo NCAA.
Diventa professionista nella stagione 2013-14, quando con la maglia dello Svedala Volleybollklubb prende parte alla Elitserien svedese, raggiungendo le finali scudetto. Nella stagione successiva gioca nella VolleyLeague greca col Markopoulo.

## Palmarès

### Club
- NCAA Division I: 2

2009, 2010

### Premi individuali
- 2010 - Division I NCAA statunitense: University Park regional All-Tournament Team
- 2010 - Division I NCAA statunitense: Kansas City national All-Tournament Team